# Черокі-Сіті (Арканзас)
Черокі-Сіті (англ. Cherokee City) — переписна місцевість (CDP) в США, в окрузі Бентон штату Арканзас. Населення — 73 особи (2020).

## Географія
Черокі-Сіті розташоване за координатами 36°17′41″ пн. ш. 94°34′36″ зх. д. / 36.29472° пн. ш. 94.57667° зх. д. (36.294696, -94.576797).  За даними Бюро перепису населення США в 2010 році переписна місцевість мала площу 1,21 км², уся площа — суходіл.

## Демографія
Згідно з переписом 2010 року, у переписній місцевості мешкали 72 особи в 34 домогосподарствах у складі 19 родин. Густота населення становила 59 осіб/км².  Було 44 помешкання (36/км²). 
Расовий склад населення:
| - 88,9 % — білих - 5,6 % — корінних американців - 2,8 % — осіб інших рас |

До двох чи більше рас належало 2,8 %. Іспаномовні складали 2,8 % від усіх жителів.
За віковим діапазоном населення розподілялося таким чином: 15,3 % — особи молодші 18 років, 70,8 % — особи у віці 18—64 років, 13,9 % — особи у віці 65 років та старші. Медіана віку мешканця становила 49,0 року. На 100 осіб жіночої статі у переписній місцевості припадало 105,7 чоловіків;  на 100 жінок у віці від 18 років та старших — 117,9 чоловіків також старших 18 років.
Цивільне працевлаштоване населення становило 27 осіб. Основні галузі зайнятості: роздрібна торгівля — 40,7 %, освіта, охорона здоров'я та соціальна допомога — 29,6 %, сільське господарство, лісництво, риболовля — 29,6 %.